# Willeysthenelais foliosa
Willeysthenelais foliosa är en ringmaskart som först beskrevs av Thomas Henry Potts 1910.  Willeysthenelais foliosa ingår i släktet Willeysthenelais och familjen Sigalionidae. Inga underarter finns listade i Catalogue of Life.